# أمازون برايم فيديو
أمازون برايم فيديو أو يُسوق على أنه برايم فيديو (بالإنجليزية: Amazon Prime Video) ويُعرف سابقًا باسم أمازون إنستانت فيديو إحدى خدمات شركة أمازون، مزودة لخدمات الفيديو حسب الطلب، تتوفر خدماتها في الولايات المتحدة، اليابان، المانيا والنمسا. توفر مسلسلات تلفزيونية وأفلام للشراء أو للتأجير. على غرار منافسيها إشترت أمازون فيديو حقوق العرض الحصرية على الإنترنت للعديد من المسلسلات والبرامج التلفزيونية بما في ذلك عقدأ لعدة سنوات لعرض برامج قناة HBO.

بعد أن إشترت أمازون شركة «لوف فيلم» في 2011، اطلقت خدمة أمازون فيديو في المملكة المتحدة، المانيا والنمسا في 2014، اثير غضب المستركين بعد عملية الشراء إذ إزدادت كلفة الاشتراك 61% من الكلفة القديمة.
في المملكة المتحدة، المانيا والنمسا تتوفر خدمة أمازون فيديو باشتراك شهري قدره 5.99£ (جنيه إسترليني) أو 7.99€ (يورو) في الشهر. في 18 أبريل، 2016، أعلنت الشركة عن توفير خدمة أمازون برايم في الولايات المتحدة باشتراك شهري قدرهُ 8.99$ دولار. يتوقع إطلاق الخدمة في الهند. توفرت خدمة أمازون فيديو في النرويج والدنمارك والسويد من 2012 حتى 2013.

## تاريخ
بدأت خدمة أمازون فيديو في 7 سبتمبر، 2006، باسم أمازون أنبوكس. في 4 سبتمبر، 2008، غيرت الشركة الاسم إلى أمازون فيديو أون ديماند. في 22 فبراير، 2011، غير الاسم مرة آخرى إلى أمازون إنستانت فيديو واضيف مايقارب 5,000 فيلم وبرنامج تلفزيوني لمشتركي خدمة أمازون برايم. في سبتمبر 2015، غيرت شركة امازون الاسم إلى أمازون فيديو.

## الأجهزة المتوافقة
يمكن لمشتركي خدمة أمازون فيديو مشاهدة الافلام والبرامج التلفزيونية على العديد من الاجهزة بما في ذلك: أجهزة التلفاز الذكية ومشغلات أقراص (Blu-ray) من سامسونج وإل جي، وكذلك مشغل الألعاب بلاي ستيشن 3، بلاي ستيشن 4، إكس بوكس 360، إكس بوكس ون، وي، وي يو وأجهزة التلفون الذكية مثل؛ الآيفون، الآيباد والأجهزة التي تعمل بنظام الأندرويد. أجهزة أمازون اللوحية «كيندل فابر» وجهاز فاير تي في.

## جودة الفيديو
أعتماداً على نوع الجهاز، يدعم أمازون فيديو نوعية دقة فيديو 1080p (عالي الدقة) مع دقة صوت 5.1 دولبي ديجيتال. للأفلام والبرامج التلفزيونية المتوفرة للشراء فقط، يتوفر خيار الفيديو عالي الدقة للشراء بمبلغ إضافي. كما يدعم أمازون فيديو دقة 4K UHD.

## برامج أصلية
- 14-2013: بيتاس
- 14-2013: الفا هاوس
- 2014: بوش
- 2014-الآن: موزارت في الأدغال
- 2015-الآن: يد الإله

## وصلات خارجية
- أمازون برايم فيديو على موقع IMDb (الإنجليزية)
- الموقع الرسمي